# ورخنه کالینوفسکی
ورخنه کالینوفسکی (به لاتین: Verkhnekalinovsky) یک منطقهٔ مسکونی در روسیه است که در استان آستراخان واقع شده‌است.